# Sala II na Wawelu

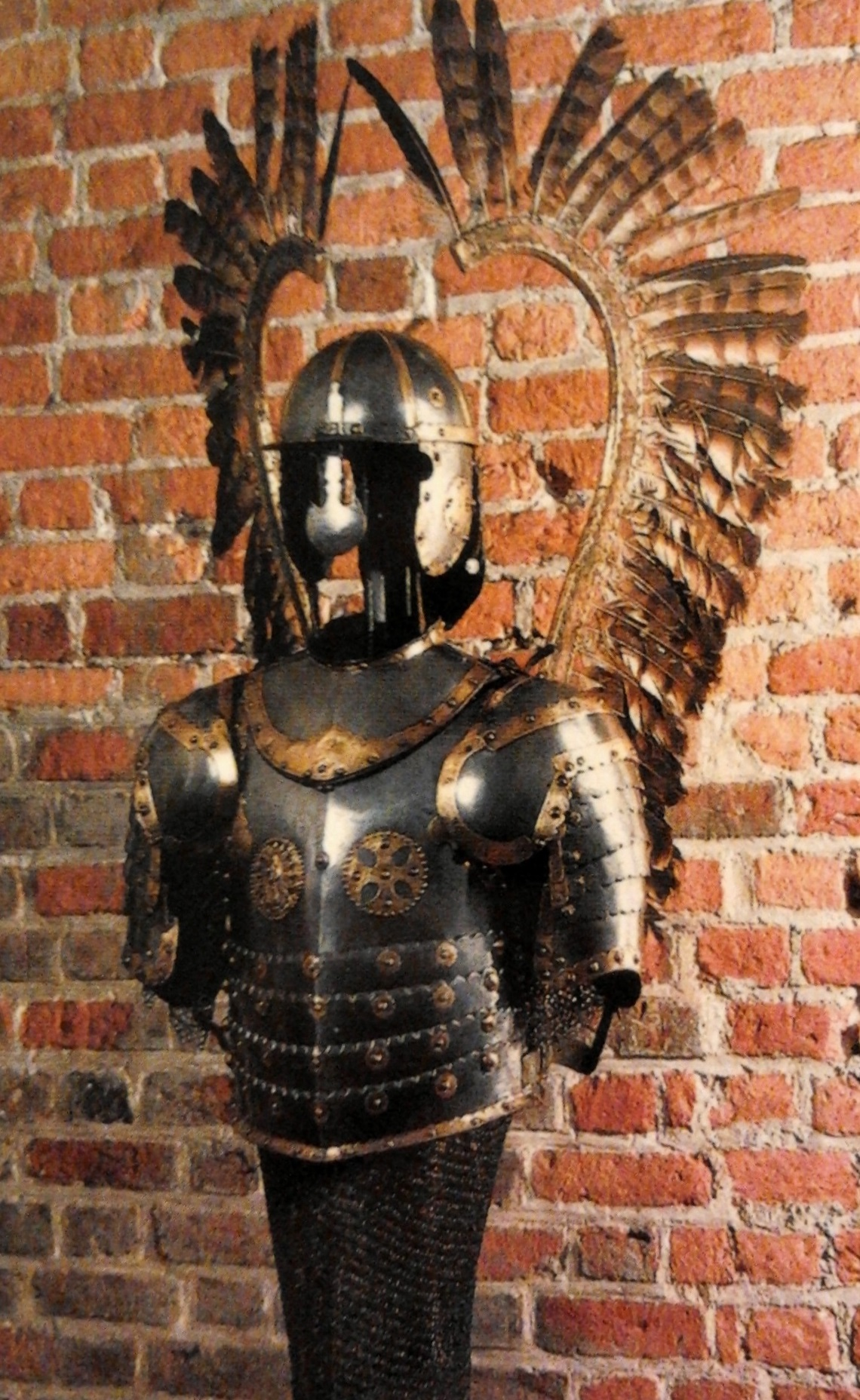
półzbroja husarska z parą skrzydeł

II salę zbrojowni Zamku Królewskiego na Wawelu zajmują zbroje. Zajmuje podziemia wieży Duńskiej.
W przejściu, w gablocie, widnieją strzemiona, nachrapnik, fragmenty zbroi rycerskich gotyckich i renesansowych z XVI i XVII w. Znajduje się tu także rękawica z palcami (1571 r.), należąca do zbroi arcyksięcia Ernesta, pretendenta do tronu polskiego.
W sali wystawiono zbroje i półzbroje rycerskie, polerowane i czernione, karaceny, tarcze i kopie. Znajduje się tu także gotycka zbroja turniejowa, wykonana w Norymberdze przez Konrada Polera ok. 1490 r. z Dworu Artusa w Gdańsku. Inne, to dzieła płatnerzy niemieckich, głównie norymberskich. Z szeregu polskich okazów z w. XVII – XVIII wyróżniają się: półzbroja husarska z parą skrzydeł (jedna z czterech zachowanych w Polsce zbroi husarskich) oraz karacena z zachowaną pełną ochroną nóg. Okrągłe żelazne tarcze używane były przez piechotę niemiecką w XVII w. Unikatową pamiątką jest kopia husarska z XVII w., malowana w złote pióra, użyta niegdyś jako drzewce chorągwi zdobytej w 1683 r. pod Wiedniem.